# Henning Christophersen
Hennin Christophersen (Copenhague, 8 de noviembre de 1939 - Bruselas, 31 de diciembre de 2016) fue un político danés que formó parte de la Comisión Europea, poder ejecutivo de la Unión Europea, como vicepresidente entre 1985 y 1995. Además fue miembro de la Convención Europea, por lo cual es considerado uno de los «arquitectos del euro».
En su país natal ocupó dos ministerios, Finanzas (1982-1984) y Asuntos Exteriores (1978-1979) siempre con el partido político liberal Venstre, que lideró de 1977 a 1984. Desde 1971 fue miembro del Parlamento.
En 1985 entró a formar parte de la Comisión Europea liderada por Jacques Delors como vicepresidente y Comisario Europeo de Asuntos Financieros y Económicos sustituyendo a François-Xavier Ortoli. Le sucedería Leon Brittan en 1995.